# Safiabad
Safiabad (em persa: صفي اباد, também romanizada como Şafīābād) é uma aldeia do distrito rural de Faragheh, no condado de Abarkuh, na província de Yazd, Irã.
Segundo o censo de 2006, sua população era de 552 habitantes, em 163 famílias.